# Ayuntamiento de Trescasas
El Ayuntamiento de Trescasas es la institución que se encarga del gobierno del municipio de Trescasas, provincia de Segovia, comunidad autónoma de Castilla y León, España.
El consistorio está presidido por el alcalde de Trescasas, que desde 1979 es elegido democráticamente por sufragio universal.
Actualmente ostenta dicho cargo Borja Lavandera Alonso, del Partido Socialista Obrero Español, quien ocupa el cargo desde 2015, año en el que ganó las elecciones municipales al Partido Popular. Anteriormente varios miembros de este partido había ocupado el cargo desde 2007.

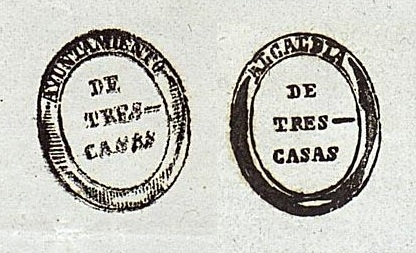
Sellos oficiales de la alcaldía y el Ayuntamiento de Trescasas en 1876, en uso hasta la aprobación del Escudo y Bandera de Trescasas en 2011

El ayuntamiento tiene sede en la casa consistorial de Trescasas, un edificio ubicado en el número 1 de la plaza Mayor del municipio.

## Alcaldes
Desde la instauración de la democracia tras la muerte de Franco, se han sucedido diez diferentes alcaldes en Trescasas:
| Periodo   | Nombre                                                   | Partido                                  |
| --------- | -------------------------------------------------------- | ---------------------------------------- |
| 1979-1983 | Julián Sanz Rodríguez                                    | Unión de Centro Democrático (UCD)        |
| 1983-1987 | Pedro Sanz Francisco                                     | Coalición Popular (CP)                   |
| 1987-1991 | Mª Victoria Marinas Velasco                              | Partido Socialista Obrero Español (PSOE) |
| 1991-1995 | Lucio Sanz Rodríguez                                     | Partido Popular (PP)                     |
| 1995-1999 | Pablo García González                                    | Partido Popular (PP)                     |
| 1999-2003 | Pablo García González                                    | Partido Popular (PP)                     |
| 2003-2007 | María Ángeles Gómez Martín                               | Partido Socialista Obrero Español (PSOE) |
| 2007-2011 | María García García                                      | Partido Popular (PP)                     |
| 2011-2015 | Pedro Galindo Sanz Enriqueta María Martínez Llacer Marín | Partido Popular (PP)                     |
| 2015-2019 | Borja Lavandera Alonso                                   | Partido Socialista Obrero Español (PSOE) |
| 2019-2023 | Borja Lavandera Alonso                                   | Partido Socialista Obrero Español (PSOE) |
| 2023-act. | Borja Lavandera Alonso                                   | Partido Socialista Obrero Español (PSOE) |

## Resultados electorales

### Mayo de 2023
| Distribución del Ayuntamiento tras las elecciones municipales de 2023 | Distribución del Ayuntamiento tras las elecciones municipales de 2023 | Distribución del Ayuntamiento tras las elecciones municipales de 2023 | Distribución del Ayuntamiento tras las elecciones municipales de 2023 | Distribución del Ayuntamiento tras las elecciones municipales de 2023 | Distribución del Ayuntamiento tras las elecciones municipales de 2023 |
| Partido político                                                      | Candidato                                                             | Votos                                                                 | Porcentaje                                                            | Concejales                                                            | +/-                                                                   |
| --------------------------------------------------------------------- | --------------------------------------------------------------------- | --------------------------------------------------------------------- | --------------------------------------------------------------------- | --------------------------------------------------------------------- | --------------------------------------------------------------------- |
| PSOE1                                                                 | Borja Lavandera Alonso                                                | 366                                                                   | 59,90 %                                                               | 6                                                                     | =                                                                     |
| PP                                                                    | Marta Sen Galindo                                                     | 127                                                                   | 20,78 %                                                               | 2                                                                     | =                                                                     |
| VOX                                                                   | Cristina Cáceres Delgado                                              | 62                                                                    | 10,14 %                                                               | 1                                                                     | +1                                                                    |
| IUCL                                                                  | Antonio del Castillo de Dios                                          | 48                                                                    | 7,85 %                                                                | 0                                                                     | 0                                                                     |
| Censo                                                                 | Censo                                                                 | 837                                                                   | 100 %                                                                 |                                                                       |                                                                       |
| Abstenciones                                                          | Abstenciones                                                          | 219                                                                   | 26,16 %                                                               |                                                                       |                                                                       |
| Votantes                                                              | Votantes                                                              | 618                                                                   | 73,84 %                                                               |                                                                       |                                                                       |
| Blancos                                                               | Blancos                                                               | 8                                                                     | 1,3 %                                                                 |                                                                       |                                                                       |
| Nulos                                                                 | Nulos                                                                 | 7                                                                     | 1,13 %                                                                |                                                                       |                                                                       |

Distribución del Ayuntamiento tras las elecciones municipales de 2023

1Los miembros de Centrados están integrados ahora dentro de la candidatura del PSOE.

### Mayo de 2019
| Distribución del Ayuntamiento tras las elecciones municipales de 2019 | Distribución del Ayuntamiento tras las elecciones municipales de 2019 | Distribución del Ayuntamiento tras las elecciones municipales de 2019 | Distribución del Ayuntamiento tras las elecciones municipales de 2019 | Distribución del Ayuntamiento tras las elecciones municipales de 2019 | Distribución del Ayuntamiento tras las elecciones municipales de 2019 |
| Partido político                                                      | Candidato                                                             | Votos                                                                 | Porcentaje                                                            | Concejales                                                            | +/-                                                                   |
| --------------------------------------------------------------------- | --------------------------------------------------------------------- | --------------------------------------------------------------------- | --------------------------------------------------------------------- | --------------------------------------------------------------------- | --------------------------------------------------------------------- |
| PSOE                                                                  | Borja Lavandera Alonso                                                | 366                                                                   | 58,56 %                                                               | 6                                                                     | +2                                                                    |
| PP                                                                    | José Mazarías Pérez                                                   | 175                                                                   | 28 %                                                                  | 2                                                                     | -1                                                                    |
| Centrados2                                                            | Lucía Monedero Alonso                                                 | 74                                                                    | 11,84 %                                                               | 1                                                                     | +1                                                                    |
| Censo                                                                 | Censo                                                                 | 828                                                                   | 100 %                                                                 |                                                                       |                                                                       |
| Abstenciones                                                          | Abstenciones                                                          | 181                                                                   | 22,29 %                                                               |                                                                       |                                                                       |
| Votantes                                                              | Votantes                                                              | 631                                                                   | 77,71 %                                                               |                                                                       |                                                                       |
| Blancos                                                               | Blancos                                                               | 10                                                                    | 1,6 %                                                                 |                                                                       |                                                                       |
| Nulos                                                                 | Nulos                                                                 | 6                                                                     | 0,95 %                                                                |                                                                       |                                                                       |

Distribución del Ayuntamiento tras las elecciones municipales de 2019

2Los miembros de UPyD Unión Progreso y Democracia están integrados ahora dentro de la candidatura de Centrados.

### Mayo de 2015

Distribución del Ayuntamiento tras las elecciones municipales de 2015

| Distribución del Ayuntamiento tras las elecciones municipales de 2015 | Distribución del Ayuntamiento tras las elecciones municipales de 2015 | Distribución del Ayuntamiento tras las elecciones municipales de 2015 | Distribución del Ayuntamiento tras las elecciones municipales de 2015 | Distribución del Ayuntamiento tras las elecciones municipales de 2015 | Distribución del Ayuntamiento tras las elecciones municipales de 2015 |
| Partido político                                                      | Candidato                                                             | Votos                                                                 | Porcentaje                                                            | Concejales                                                            | +/-                                                                   |
| --------------------------------------------------------------------- | --------------------------------------------------------------------- | --------------------------------------------------------------------- | --------------------------------------------------------------------- | --------------------------------------------------------------------- | --------------------------------------------------------------------- |
| PSOE                                                                  | Borja Lavandera Alonso                                                | 280                                                                   | 51,38 %                                                               | 4                                                                     | +3                                                                    |
| PP                                                                    | Enriqueta María Martínez Llacer Marín                                 | 199                                                                   | 36,51 %                                                               | 2                                                                     | -1                                                                    |
| UPYD                                                                  | Matías Jiménez Jiménez                                                | 41                                                                    | 7,52 %                                                                | 0                                                                     |                                                                       |
| Censo                                                                 | Censo                                                                 | 785                                                                   | 100 %                                                                 |                                                                       |                                                                       |
| Abstenciones                                                          | Abstenciones                                                          | 193                                                                   | 25,77 %                                                               |                                                                       |                                                                       |
| Votantes                                                              | Votantes                                                              | 624                                                                   | 74,23 %                                                               |                                                                       |                                                                       |
| Blancos                                                               | Blancos                                                               | 12                                                                    | 4,59 %                                                                |                                                                       |                                                                       |
| Nulos                                                                 | Nulos                                                                 | 12                                                                    | 1,98 %                                                                |                                                                       |                                                                       |

### Mayo de 2011
| Distribución del Ayuntamiento tras las elecciones municipales de 2011 | Distribución del Ayuntamiento tras las elecciones municipales de 2011 | Distribución del Ayuntamiento tras las elecciones municipales de 2011 | Distribución del Ayuntamiento tras las elecciones municipales de 2011 | Distribución del Ayuntamiento tras las elecciones municipales de 2011 | Distribución del Ayuntamiento tras las elecciones municipales de 2011 |
| Partido político                                                      | Candidato                                                             | Votos                                                                 | Porcentaje                                                            | Concejales                                                            | +/-                                                                   |
| --------------------------------------------------------------------- | --------------------------------------------------------------------- | --------------------------------------------------------------------- | --------------------------------------------------------------------- | --------------------------------------------------------------------- | --------------------------------------------------------------------- |
| PP                                                                    | Pedro Galindo Sanz                                                    | 193                                                                   | 35,87 %                                                               | 3                                                                     | -1                                                                    |
| Candidatura Independiente de Trescasas-Sonsoto C.I.T.S                | Francisco José Llorente Blázquez                                      | 143                                                                   | 26,58 %                                                               | 2                                                                     | +2                                                                    |
| PSOE                                                                  | María Ángeles Gómez Martín (Ind)                                      | 81                                                                    | 15,06 %                                                               | 1                                                                     | -2                                                                    |
| IUCL                                                                  | Rafael Martín Gómez                                                   | 55                                                                    | 10,22 %                                                               | 1                                                                     | +1                                                                    |

Distribución del Ayuntamiento tras las elecciones municipales de 2011

| T.S.A. Partido Independiente de Trescasas Sonsoto y La Atalaya        | María García García                                                   | 52                                                                    | 9,67 %                                                                | 0                                                                     |                                                                       |

### Mayo de 2007

Distribución del Ayuntamiento tras las elecciones municipales de 2007

| Distribución del Ayuntamiento tras las elecciones municipales de 2007 | Distribución del Ayuntamiento tras las elecciones municipales de 2007 | Distribución del Ayuntamiento tras las elecciones municipales de 2007 | Distribución del Ayuntamiento tras las elecciones municipales de 2007 | Distribución del Ayuntamiento tras las elecciones municipales de 2007 | Distribución del Ayuntamiento tras las elecciones municipales de 2007 |
| Partido político                                                      | Candidato                                                             | Votos                                                                 | Porcentaje                                                            | Concejales                                                            | +/-                                                                   |
| --------------------------------------------------------------------- | --------------------------------------------------------------------- | --------------------------------------------------------------------- | --------------------------------------------------------------------- | --------------------------------------------------------------------- | --------------------------------------------------------------------- |
| PP                                                                    | María García García                                                   | 164                                                                   | 43,16 %                                                               | 4                                                                     | +1                                                                    |
| PSOE                                                                  | María Ángeles Gómez Martín                                            | 141                                                                   | 37,11 %                                                               | 3                                                                     | +1                                                                    |
| IU-LV CYL                                                             | Rafael Martín Gómez                                                   | 41                                                                    | 10,79 %                                                               | 0                                                                     |                                                                       |
| A.S.I.I. Alternativa Segoviana Independiente                          | Lucio Sanz Rodríguez                                                  | 29                                                                    | 7,63 %                                                                | 0                                                                     |                                                                       |

### Mayo de 2003
| Distribución del Ayuntamiento tras las elecciones municipales de 2003 | Distribución del Ayuntamiento tras las elecciones municipales de 2003 | Distribución del Ayuntamiento tras las elecciones municipales de 2003 | Distribución del Ayuntamiento tras las elecciones municipales de 2003 | Distribución del Ayuntamiento tras las elecciones municipales de 2003 | Distribución del Ayuntamiento tras las elecciones municipales de 2003 |
| Partido político                                                      | Candidato                                                             | Votos                                                                 | Porcentaje                                                            | Concejales                                                            | +/-                                                                   |
| --------------------------------------------------------------------- | --------------------------------------------------------------------- | --------------------------------------------------------------------- | --------------------------------------------------------------------- | --------------------------------------------------------------------- | --------------------------------------------------------------------- |
| PP                                                                    | Pablo García González                                                 | 122                                                                   | 43,16 %                                                               | 3                                                                     | -1                                                                    |
| PSOE                                                                  | María Ángeles Gómez Martín                                            | 84                                                                    | 43,16 %                                                               | 2                                                                     | +1                                                                    |

Distribución del Ayuntamiento tras las elecciones municipales de 2003

| P.I.E. Agrupación De Electores Plataforma Independiente               | Julián Sanz Rodríguez                                                 | 63                                                                    | 37,11 %                                                               | 2                                                                     | +1                                                                    |

### Junio de 1999

Distribución del Ayuntamiento tras las elecciones municipales de 1999

| Distribución del Ayuntamiento tras las elecciones municipales de 1999 | Distribución del Ayuntamiento tras las elecciones municipales de 1999 | Distribución del Ayuntamiento tras las elecciones municipales de 1999 | Distribución del Ayuntamiento tras las elecciones municipales de 1999 | Distribución del Ayuntamiento tras las elecciones municipales de 1999 | Distribución del Ayuntamiento tras las elecciones municipales de 1999 |
| Partido político                                                      | Candidato                                                             | Votos                                                                 | Porcentaje                                                            | Concejales                                                            | +/-                                                                   |
| --------------------------------------------------------------------- | --------------------------------------------------------------------- | --------------------------------------------------------------------- | --------------------------------------------------------------------- | --------------------------------------------------------------------- | --------------------------------------------------------------------- |
| PP                                                                    | Pablo García González                                                 | 133                                                                   | 68,56 %                                                               | 4                                                                     | +1                                                                    |
| PSOE                                                                  | Javier García Camarero                                                | 61                                                                    | 31,44 %                                                               | 1                                                                     | +1                                                                    |

### Mayo de 1995

Distribución del Ayuntamiento tras las elecciones municipales de 1995

| Distribución del Ayuntamiento tras las elecciones municipales de 1995 | Distribución del Ayuntamiento tras las elecciones municipales de 1995 | Distribución del Ayuntamiento tras las elecciones municipales de 1995 | Distribución del Ayuntamiento tras las elecciones municipales de 1995 | Distribución del Ayuntamiento tras las elecciones municipales de 1995 | Distribución del Ayuntamiento tras las elecciones municipales de 1995 |
| Partido político                                                      | Candidato                                                             | Votos                                                                 | Porcentaje                                                            | Concejales                                                            | +/-                                                                   |
| --------------------------------------------------------------------- | --------------------------------------------------------------------- | --------------------------------------------------------------------- | --------------------------------------------------------------------- | --------------------------------------------------------------------- | --------------------------------------------------------------------- |
| PP                                                                    | Pablo García González                                                 | 69                                                                    | 62,16 %                                                               | 3                                                                     |                                                                       |
| IU                                                                    | Santiago Marinas Velasco                                              | 42                                                                    | 37,84 %                                                               | 2                                                                     |                                                                       |

### Mayo de 1991

Distribución del Ayuntamiento tras las elecciones municipales de 1991

| Distribución del Ayuntamiento tras las elecciones municipales de 1991 | Distribución del Ayuntamiento tras las elecciones municipales de 1991 | Distribución del Ayuntamiento tras las elecciones municipales de 1991 | Distribución del Ayuntamiento tras las elecciones municipales de 1991 | Distribución del Ayuntamiento tras las elecciones municipales de 1991 | Distribución del Ayuntamiento tras las elecciones municipales de 1991 |
| Partido político                                                      | Candidato                                                             | Votos                                                                 | Porcentaje                                                            | Concejales                                                            | +/-                                                                   |
| --------------------------------------------------------------------- | --------------------------------------------------------------------- | --------------------------------------------------------------------- | --------------------------------------------------------------------- | --------------------------------------------------------------------- | --------------------------------------------------------------------- |
| PP3                                                                   | Lucio Sanz Rodríguez                                                  | 53                                                                    | 50 %                                                                  | 3                                                                     | +1                                                                    |
| PSOE                                                                  | Mª Victoria Marinas Velasco                                           | 44                                                                    | 41,51 %                                                               | 2                                                                     | -1                                                                    |
| Censo                                                                 | Censo                                                                 | 143                                                                   | 100 %                                                                 |                                                                       |                                                                       |
| Abstenciones                                                          | Abstenciones                                                          | 20                                                                    | 13,99 %                                                               |                                                                       |                                                                       |
| Votantes                                                              | Votantes                                                              | 114                                                                   | 79,72 %                                                               |                                                                       |                                                                       |
| Blancos                                                               | Blancos                                                               | 1                                                                     | 0,70 %                                                                |                                                                       |                                                                       |
| Nulos                                                                 | Nulos                                                                 | 8                                                                     | 5,59 %                                                                |                                                                       |                                                                       |

3El PDP (Partido Demócrata Popular) está integrado ahora dentro del PP (Partido Popular).

### Junio de 1987

Distribución del Ayuntamiento tras las elecciones municipales de 1987

| Distribución del Ayuntamiento tras las elecciones municipales de 1987 | Distribución del Ayuntamiento tras las elecciones municipales de 1987 | Distribución del Ayuntamiento tras las elecciones municipales de 1987 | Distribución del Ayuntamiento tras las elecciones municipales de 1987 | Distribución del Ayuntamiento tras las elecciones municipales de 1987 | Distribución del Ayuntamiento tras las elecciones municipales de 1987 |
| Partido político                                                      | Candidato                                                             | Votos                                                                 | Porcentaje                                                            | Concejales                                                            | +/-                                                                   |
| --------------------------------------------------------------------- | --------------------------------------------------------------------- | --------------------------------------------------------------------- | --------------------------------------------------------------------- | --------------------------------------------------------------------- | --------------------------------------------------------------------- |
| PSOE                                                                  | Mª Victoria Marinas Velasco                                           | 55                                                                    | 50,93 %                                                               | 3                                                                     | +3                                                                    |
| PDP                                                                   | Gerardo Martín Sanz                                                   | 45                                                                    | 41,67 %                                                               | 2                                                                     | -33                                                                   |
| Censo                                                                 | Censo                                                                 | 138                                                                   | 100 %                                                                 |                                                                       |                                                                       |
| Abstenciones                                                          | Abstenciones                                                          | 15                                                                    | 10,87 %                                                               |                                                                       |                                                                       |
| Votantes                                                              | Votantes                                                              | 117                                                                   | 84,78 %                                                               |                                                                       |                                                                       |
| Blancos                                                               | Blancos                                                               | 3                                                                     | 2,17 %                                                                |                                                                       |                                                                       |
| Nulos                                                                 | Nulos                                                                 | 9                                                                     | 6,52 %                                                                |                                                                       |                                                                       |

3 Los miembros de AP-PDP-UL (Coalición Popular) están integrados ahora dentro de la candidatura del PDP (Partido Demócrata Popular).

### Mayo de 1983

Distribución del Ayuntamiento tras las elecciones municipales de 1983

| Distribución del Ayuntamiento tras las elecciones municipales de 1983 | Distribución del Ayuntamiento tras las elecciones municipales de 1983 | Distribución del Ayuntamiento tras las elecciones municipales de 1983 | Distribución del Ayuntamiento tras las elecciones municipales de 1983 | Distribución del Ayuntamiento tras las elecciones municipales de 1983 | Distribución del Ayuntamiento tras las elecciones municipales de 1983 |
| Partido político                                                      | Candidato                                                             | Votos                                                                 | Porcentaje                                                            | Concejales                                                            | +/-                                                                   |
| --------------------------------------------------------------------- | --------------------------------------------------------------------- | --------------------------------------------------------------------- | --------------------------------------------------------------------- | --------------------------------------------------------------------- | --------------------------------------------------------------------- |
| AP-PDP-UL                                                             | Pedro Sanz Francisco                                                  | 96                                                                    | 100 %                                                                 | 5                                                                     | +5                                                                    |
| Censo                                                                 | Censo                                                                 | 127                                                                   | 100 %                                                                 |                                                                       |                                                                       |
| Abstenciones                                                          | Abstenciones                                                          | 31                                                                    | 24,41 %                                                               |                                                                       |                                                                       |
| Votantes                                                              | Votantes                                                              | 96                                                                    | 75,59 %                                                               |                                                                       |                                                                       |
| Blancos                                                               | Blancos                                                               | 4                                                                     | 4,3 %                                                                 |                                                                       |                                                                       |
| Nulos                                                                 | Nulos                                                                 | 3                                                                     | 3,12 %                                                                |                                                                       |                                                                       |

### Abril de 1979

Distribución del Ayuntamiento tras las elecciones municipales de 1979

| Distribución del Ayuntamiento tras las elecciones municipales de 1979 | Distribución del Ayuntamiento tras las elecciones municipales de 1979 | Distribución del Ayuntamiento tras las elecciones municipales de 1979 | Distribución del Ayuntamiento tras las elecciones municipales de 1979 | Distribución del Ayuntamiento tras las elecciones municipales de 1979 | Distribución del Ayuntamiento tras las elecciones municipales de 1979 |
| Partido político                                                      | Candidato                                                             | Votos                                                                 | Porcentaje                                                            | Concejales                                                            | +/-                                                                   |
| --------------------------------------------------------------------- | --------------------------------------------------------------------- | --------------------------------------------------------------------- | --------------------------------------------------------------------- | --------------------------------------------------------------------- | --------------------------------------------------------------------- |
| UCD                                                                   | Julián Sanz Rodríguez                                                 | 97                                                                    | 91,51 %                                                               | 5                                                                     | +5                                                                    |
| ORT                                                                   | Esteban Valenciano Martín                                             | 9                                                                     | 8,49 %                                                                | 0                                                                     |                                                                       |
| Censo                                                                 | Censo                                                                 | 151                                                                   | 100 %                                                                 |                                                                       |                                                                       |
| Abstenciones                                                          | Abstenciones                                                          | 45                                                                    | 29,80 %                                                               |                                                                       |                                                                       |
| Votantes                                                              | Votantes                                                              | 106                                                                   | 70,20 %                                                               |                                                                       |                                                                       |
| Blancos                                                               | Blancos                                                               | 0                                                                     | 0 %                                                                   |                                                                       |                                                                       |
| Nulos                                                                 | Nulos                                                                 | 5                                                                     | 3,31 %                                                                |                                                                       |                                                                       |

### Abril de 1930

Distribución del Ayuntamiento tras las elecciones municipales de 1930

| Distribución del Ayuntamiento tras las elecciones municipales de 1930 | Distribución del Ayuntamiento tras las elecciones municipales de 1930 | Distribución del Ayuntamiento tras las elecciones municipales de 1930 | Distribución del Ayuntamiento tras las elecciones municipales de 1930 | Distribución del Ayuntamiento tras las elecciones municipales de 1930 | Distribución del Ayuntamiento tras las elecciones municipales de 1930 |
| Partido político                                                      | Candidato                                                             | Votos                                                                 | Porcentaje                                                            | Concejales                                                            | +/-                                                                   |
| --------------------------------------------------------------------- | --------------------------------------------------------------------- | --------------------------------------------------------------------- | --------------------------------------------------------------------- | --------------------------------------------------------------------- | --------------------------------------------------------------------- |
| CEDA                                                                  | Hilario Gómez                                                         | ?                                                                     | 100 %                                                                 | 1                                                                     | +1                                                                    |